# RJ Nembhard
Ruben R. "RJ" Nembhard Jr. (Keller, 22 maart 1999) is een Amerikaans basketballer.

## Carrière
Nembhard speelde collegebasketbal voor de TCU Horned Frogs van 2017 tot 2021. Hij werd niet gekozen in de NBA draft dat jaar maar speelde wel voor de Miami Heat in de NBA Summer League. Hij tekende een contract in september 2021 bij de Cleveland Cavaliers dat voor de start van het seizoen werd omgezet in een two-way contract waardoor hij ook uitkwam voor de Cleveland Charge. Zijn contract werd omgezet in een standaard contract in maart 2022. In april 2022 werd zijn contract ontbonden en tekende daarna opnieuw een two-way contract. Ook aan het einde van het seizoen tekende hij opnieuw een two-way contract. Hij speelde in de zomer in de NBA Summer League voor de Cleveland Cavaliers. In oktober 2022 werd dat contract weer ontbonden.
In november 2022 tekende hij een contract bij de Motor City Cruise. In december 2022 tekende hij bij Pallacanestro Reggiana in de Italiaanse competitie en speelde er tot in januari 2023. Hij tekende toen voor de Franse eersteklasser Fos Provence Basket. In de zomer van 2023 speelde hij voor de Toronto Raptors in de NBA Summer League. Hij tekende daarna bij de Belgische eersteklasser BC Oostende als vervanger van Patrick McCaw waar hij speelde tot in november 2023. In maart 2024 tekende hij bij het Amerikaanse Capital City Go-Go. Hij keerde terug voor het seizoen 2024/25 vanaf oktober 2024.
In maart 2025 tekende hij bij Zhejiang Golden Bulls uit de Chinese competitie.

## Privéleven
Nembhards vader Ruben Nembhard is ook een voormalig basketballer en zijn grootvader Joe Beauchamp was een Americanfootballspeler.

## Statistieken

### Regulier seizoen
| Seizoen  | Team                | WG | WS | MPW | 2P%  | 3P% | FW%  | RPW | APW | SPW | BPW | PPW |
| -------- | ------------------- | -- | -- | --- | ---- | --- | ---- | --- | --- | --- | --- | --- |
| 2021/22  | Cleveland Cavaliers | 14 | 0  | 4,5 | 33,3 | 0,0 | 75,0 | 0,5 | 0,9 | 0,1 | 0,0 | 1,1 |
| Carrière | Carrière            | 14 | 0  | 4,5 | 33,3 | 0,0 | 75,0 | 0,5 | 0,9 | 0,1 | 0,0 | 1,1 |